# Adiantum latifolium
Adiantum latifolium är en kantbräkenväxtart som beskrevs av Jean-Baptiste Lamarck.
Adiantum latifolium ingår i släktet Adiantum och familjen Pteridaceae. Inga underarter finns listade i Catalogue of Life.